# Sanzioni economiche all'Italia fascista

Roma, manifestazione contro le sanzioni. Nello specifico si tratta di rappresentanze francesi ospiti a Roma.

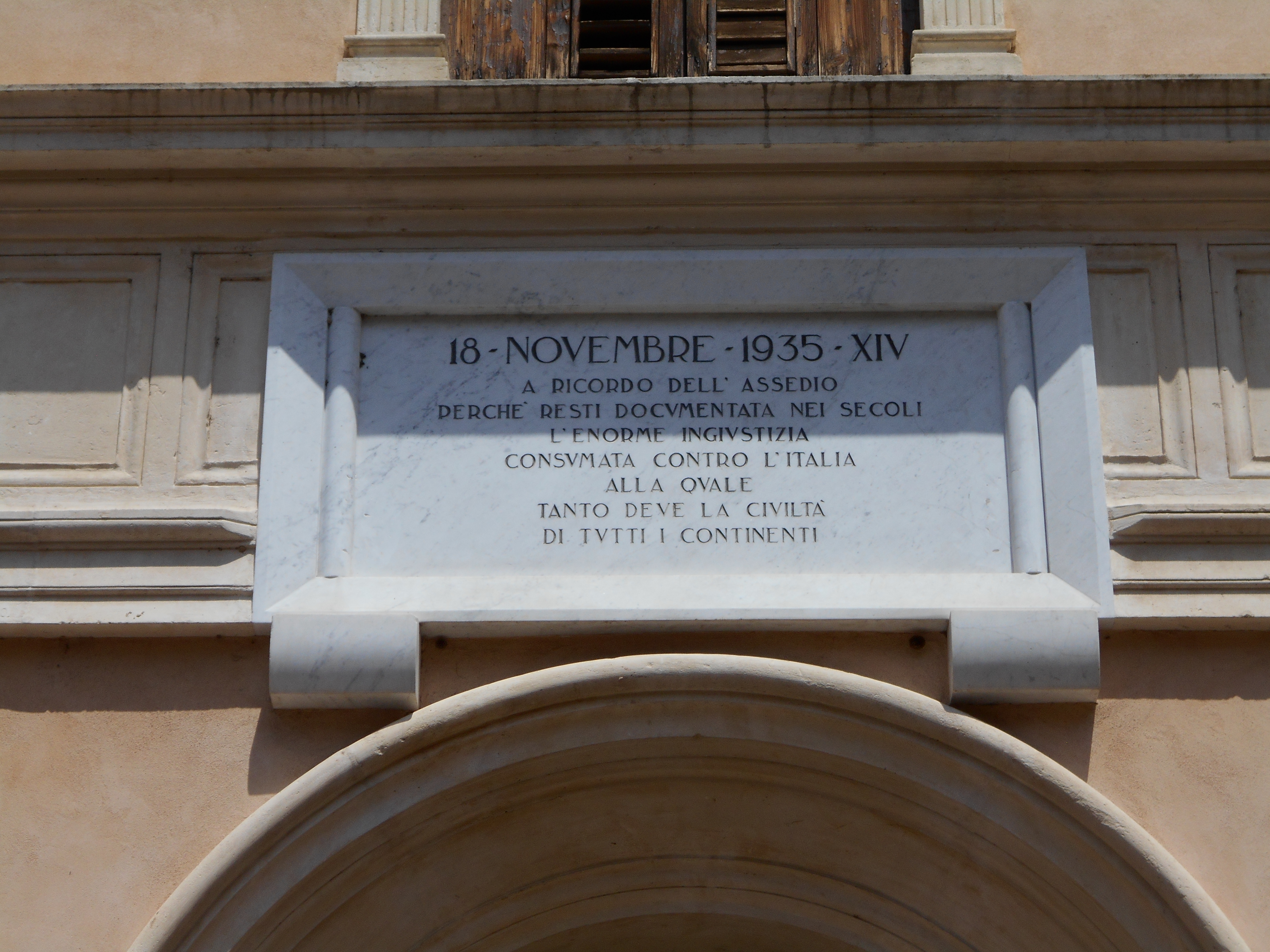
Lapide a Soave con la data del 18 novembre 1935. Prodotta in numerosi esemplari per tutta Italia, aveva ai bordi due fasci littori, in questo caso scalpellati via, ma rimasti in alcuni esemplari altrove.

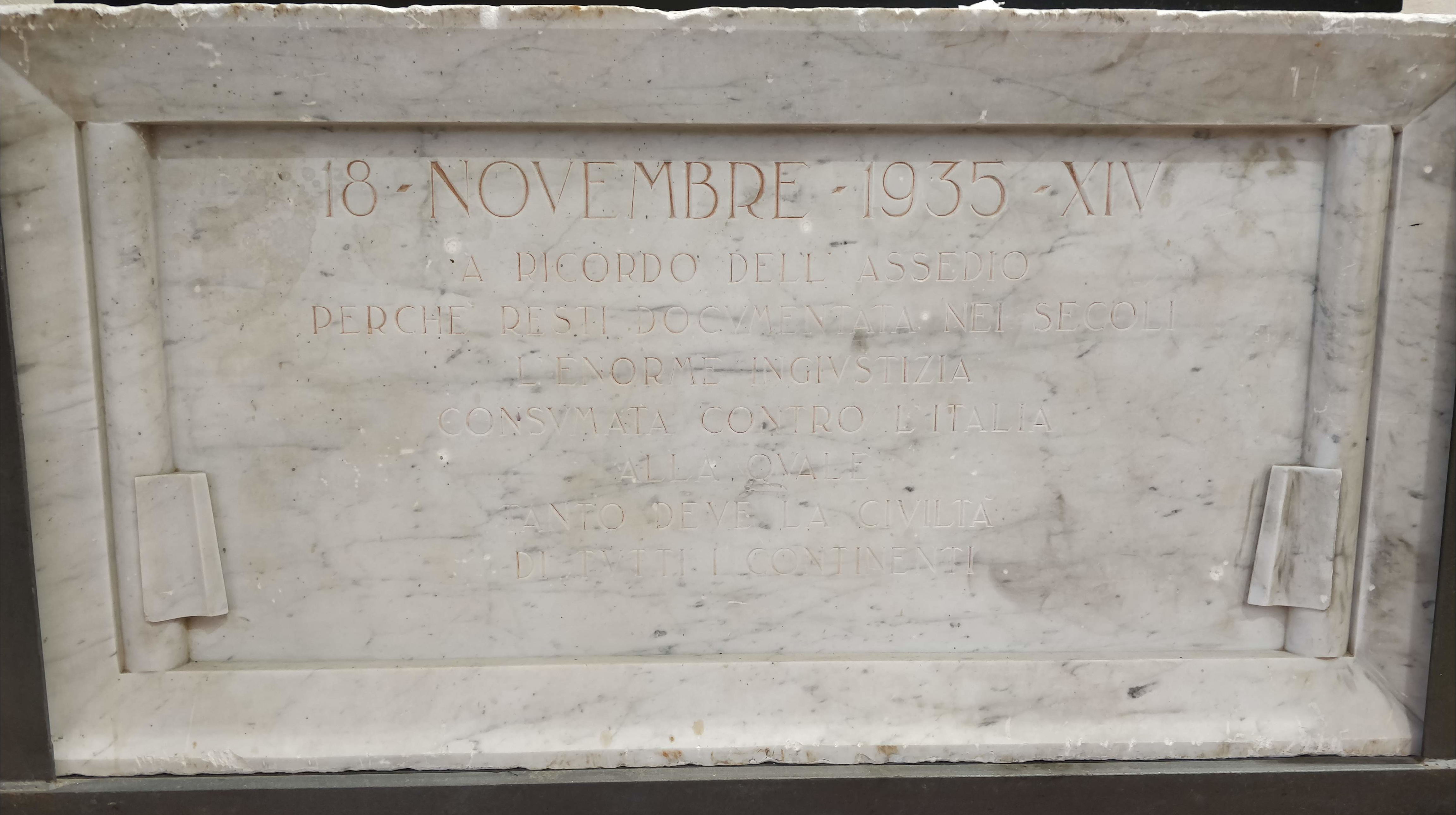
Lapide a Sonnino con ancora presenti i fasci littori originali.

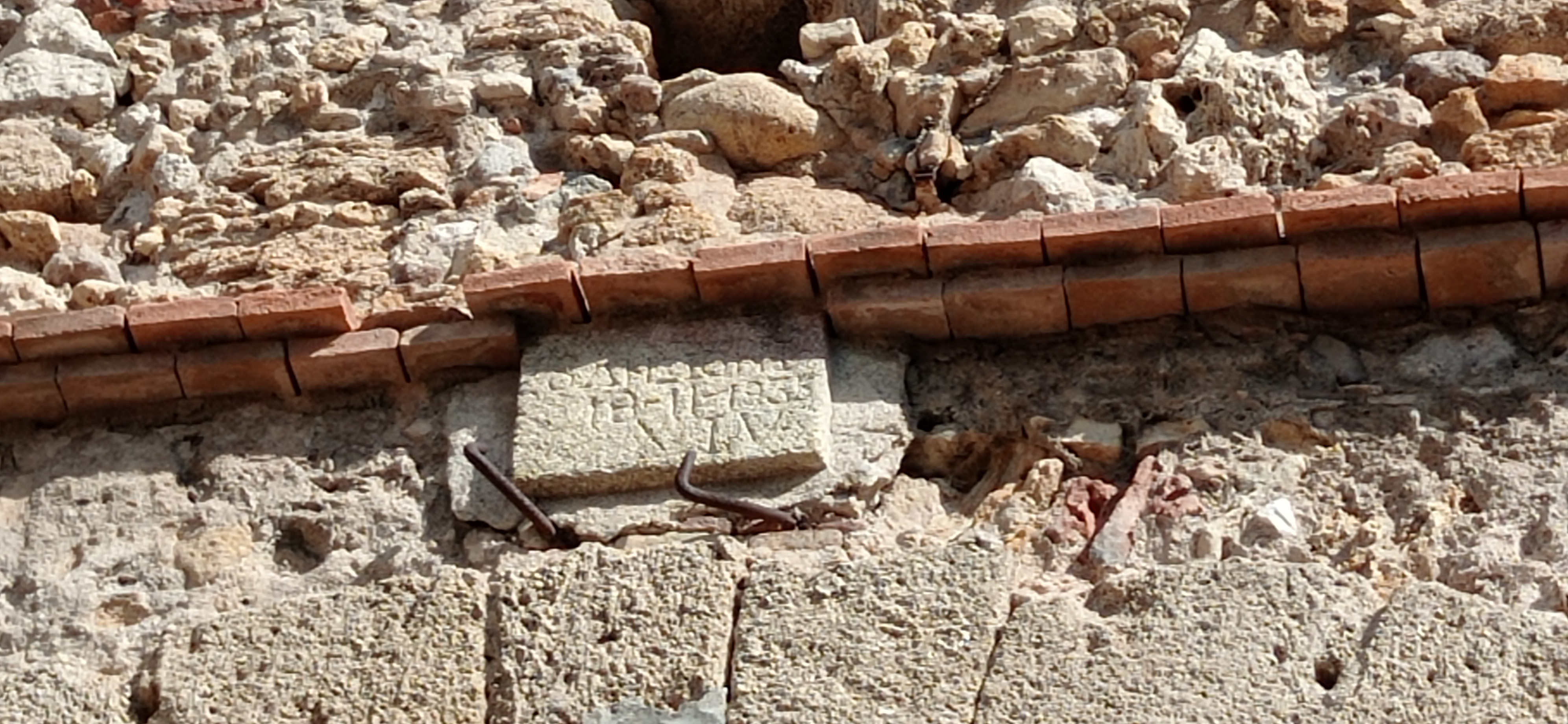
Lastra in tufo apposta sopra all'ingresso del castello di Carlo V di Crotone. L'incisione recita: Sanzioni - 18-11-1935 - X IV.

Le sanzioni economiche all'Italia fascista (nella propaganda fascista chiamate inique sanzioni, assedio societario o assedio economico) furono sanzioni economiche deliberate dalla Società delle Nazioni contro l'Italia in risposta all'attacco contro l'Etiopia che portò alla conseguente guerra d'Etiopia. Le sanzioni rimasero in vigore dal 18 novembre 1935 sino al 14 luglio 1936.

## Storia
Dopo il 1929, l'espansione coloniale divenne uno dei temi favoriti di Mussolini, che aspirava alla costituzione di un impero che rievocasse i fasti dell'Impero romano. In questo periodo fu coniata la retorica del "posto al sole": infatti, osservava Mussolini, Regno Unito e Francia possedevano importanti imperi coloniali in Africa e in Asia, così come altre nazioni europee. Inoltre, nel racconto propagandistico, si voleva vendicare la sconfitta subita nel 1896 durante la guerra di Abissinia e nella battaglia di Adua.

Cartolina propagandistica contro le sanzioni

Il 3 ottobre 1935 il generale Emilio De Bono ordinò alle proprie truppe stanziate in Eritrea di attraversare il fiume Mareb, raggiungendo e occupando rapidamente Adua, Axum e Adigrat. L'attacco italiano all'Etiopia violò l'articolo XVI dello statuto della Società delle Nazioni, di cui sia l'Italia sia l'Etiopia erano membri:
Il 6 ottobre 1935 il Consiglio della Società delle Nazioni condannò ufficialmente l'attacco italiano, condanna formalizzata quattro giorni dopo dall'Assemblea, che istituì un comitato composto da diciotto membri incaricati di studiare le misure da prendere contro l'Italia. Il 3 novembre furono approvate le sanzioni discusse dal comitato, decidendone l'entrata in vigore il 18 novembre. Mussolini, che voleva anticipare le sanzioni da posizioni di forza con l'occupazione di tutto il Tigrai, ordinò una nuova offensiva verso l'interno, che portò a occupare Macallè l'8 novembre.

4 luglio 1936: Benito Mussolini annuncia dal balcone di Palazzo Venezia la fine delle sanzioni imposte all'Italia dalla Società delle Nazioni

Dopo l'occupazione di Addis Abeba da parte del Regio Esercito il 5 maggio, si ripresentò nuovamente il problema delle sanzioni; vari Stati premevano affinché queste fossero revocate, in particolare quelli che avevano importanti rapporti commerciali con l'Italia (come ad esempio Cile, Argentina, Uruguay e Guatemala) non intenzionati a seguire la Gran Bretagna sulla strada della fermezza. Lo stesso Mussolini, intervistato dal quotidiano britannico Daily Telegraph, mostrò toni più concilianti. Il 30 giugno, su pressione dell'Argentina, si riunì un'assemblea speciale della Società delle Nazioni, nel corso della quale l'imperatore etiope Hailé Selassié propose di non riconoscere le conquiste italiane in Etiopia, ma la sua proposta fu rifiutata con 23 voti contrari, 1 favorevole e 25 astenuti. Il 4 luglio 1936, nel corso della medesima assemblea, dopo poco più di 7 mesi dalla loro promulgazione la Società delle Nazioni revocò le sanzioni, il cui fallimento si rivelò un colpo mortale alla credibilità della Società stessa.

## Le sanzioni
Il 18 novembre il Regno d'Italia fu colpito dalle sanzioni economiche, approvate da 50 Stati appartenenti alla Società delle Nazioni, con il solo voto contrario dell'Italia e l'astensione di Austria, Ungheria e Albania. Le sanzioni risultarono inefficaci perché numerosi Paesi, pur avendone votato l'imposizione, continuarono a mantenere buoni rapporti con l'Italia, rifornendola di materie prime. Fu in questa fase che cominciò un progressivo avvicinamento tra la Germania nazista di Adolf Hitler e l'Italia fascista di Mussolini. Ciononostante, la Germania proseguì la fornitura di armamenti al Negus ancora fino al 1936. La Spagna e la Jugoslavia, pur avendo votato le sanzioni, comunicarono al governo italiano che non avrebbero inteso rispettarne diverse clausole. Fu la prima volta nella storia che la Società delle Nazioni decretò delle sanzioni nei confronti di un Paese membro.
Le sanzioni vietarono l'esportazione all'estero di prodotti italiani e all'Italia l'importazione di materiali utili per la causa bellica. Le sanzioni non riguardarono però materie di vitale importanza, come ad esempio il petrolio e il carbone, di cui l'Italia non disponeva. Gran Bretagna e Francia argomentarono infatti che la mancata fornitura di petrolio all'Italia poteva essere facilmente aggirata ottenendo adeguati rifornimenti dagli Stati Uniti d'America e dalla Germania, che non facevano parte della Società delle Nazioni. Infatti gli Stati Uniti, pur condannando l'attacco italiano, ritenevano inappropriato che le sanzioni contro l'Italia fossero state votate da nazioni come Francia e Gran Bretagna, dotate di immensi ed antichi imperi coloniali.

## Le reazioni in Italia

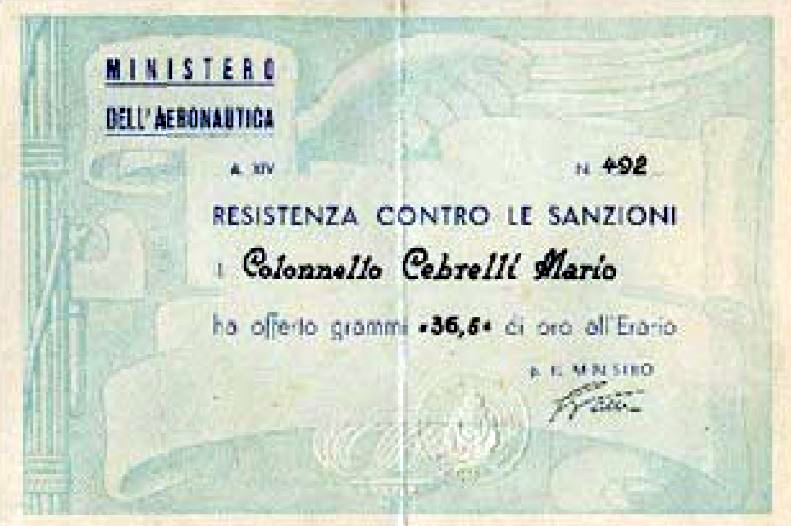
Attestato dell'aeronautica militare che un aviere ha consegnato 36,6 g di oro all'erario contro le sanzioni.

La deliberazione delle pur blande sanzioni fece esplodere il risentimento dei cittadini italiani contro la Società delle Nazioni, provocando la mobilitazione interna: si cominciò a raccogliere metalli utili per la causa bellica. L'Italia, per stigmatizzare le sanzioni, fece immediatamente realizzare lapidi a "perenne infamia" da esporre in tutti i comuni italiani. Inoltre, pochi giorni dopo, il PNF diede il via alla campagna "Oro alla Patria". Un mese dopo la deliberazione della Società delle Nazioni, il 18 dicembre fu proclamata la "Giornata della fede", giorno in cui gli italiani furono chiamati a donare le proprie fedi nuziali d'oro per sostenere i costi della guerra e far fronte alle difficoltà delle sanzioni.

Il 18 novembre 1935 furono adottate le sanzioni contro l'Italia. Simili lapidi furono disposte in quasi tutti i comuni italiani

I canali diplomatici rimasero comunque aperti soprattutto con la Francia e la Gran Bretagna, al fine di poter comunque giungere a una forma di compromesso. Si arrivò a un compromesso, noto come Patto Hoare-Laval, che nelle intenzioni dei proponenti avrebbe dovuto fermare il conflitto in atto. Si proponeva in sostanza di permettere all'Italia degli ampliamenti territoriali nel Tigrai orientale e alcune rettifiche di confine in Dancalia e in Ogaden. Per contro, l'Italia avrebbe ceduto la città di Assab con la stretta fascia di territorio che la raggiungeva, concedendo così all'Etiopia l'accesso al mare. Il documento fu consegnato l'11 dicembre 1935 a Mussolini che, dopo aver temporeggiato, si impegnò a discuterlo al Gran consiglio del fascismo del 18 dicembre. Ma lo stesso 18 il ministro degli esteri britannico Samuel Hoare si dimise e al suo posto si insediò Anthony Eden; nello stesso giorno a Parigi anche il Negus Neghesti Hailé Selassié espresse il suo rifiuto al piano. Informato del cambio di guardia a Londra, dopo il suo rientro a Palazzo Venezia Mussolini lasciò cadere la proposta franco-britannica e il piano non fu nemmeno vagliato.
Ciononostante, gran parte della società britannica non condivideva le sanzioni e infatti la Gran Bretagna le applicò con un certo distacco: escluse dalle sanzioni i noli navali e le assicurazioni, che costituivano alcuni dei maggiori settori di commercio tra l'economia italiana e quella britannica.
Un'altra reazione alle sanzioni fu la pianificazione e la messa in atto di una strategia economica fondata sull'autarchia: l'Italia, al pari della Germania, tentò di realizzare un'economia indipendente rispetto alle importazioni dall'estero, in modo da diventare completamente autonoma economicamente, rendendo quindi inutili e inefficaci sanzioni economiche di qualsiasi genere. Con l'autarchia venne aumentata la produzione di grano e venne dato il via anche a un vasto programma di ricerca scientifica, volto a scoprire nuovi metodi di sfruttamento delle risorse presenti nel territorio italiano e nelle sue colonie e la loro trasformazione in oggetti utili in modi diversi da quelli convenzionali. Si deve a questo periodo, ad esempio, lo sviluppo dei tessuti artificiali e dei carburanti e del carbone sintetico, ma più in generale un forte impulso alla ricerca scientifica, in particolare nel campo farmaceutico e chimico: posizioni di punta assunsero in questo periodo la Montecatini, la Anic, l'ACNA, la Società Agricola Italiana Gomma Autarchica e l'Istituto Guido Donegani.

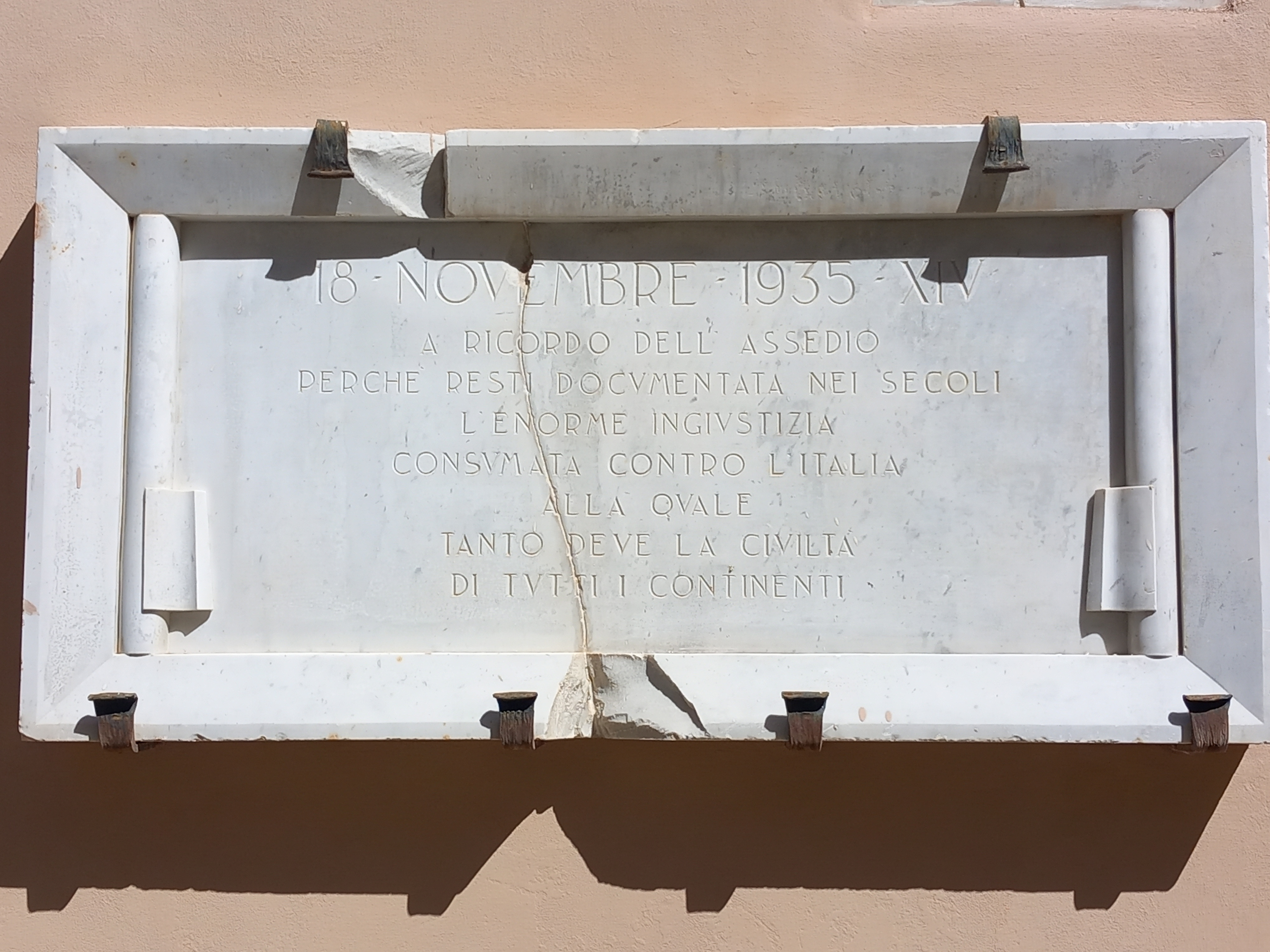
Lapide a Tropea

Il 18 novembre le sanzioni divennero operative e, allo scopo di far rispettare l'embargo contro l'Italia, il governo britannico inviò a pattugliare il Mediterraneo la Home Fleet, composta dalle corazzate Nelson e Rodney, dagli incrociatori Orion, Leander, Neptune, Gyge, Wesse, Veroy, Geva, Valorous, Exeter, Aiax, dai cacciatorpediniere Kempenfelt, Comet, Crescent, Faulknor, Fearless, Fortune, Fame, Forester, Foxhound, Firedrale, Foreight, Froy e dai sottomarini Titania, Seawolf, Snapper, Sturgeon, Swordfish e Oberon, oltre ad altri 3 sottomarini identificati con le sigle "123", "126" e "127", dal naviglio di supporto e dalla portaerei Furious. Tale flotta, nel luglio 1936, ricevette l'ordine di rientrare presso le rispettive basi.